# Fada
Pour les articles homonymes, voir Fada (homonymie).
Fada est une ville du Tchad, sur le plateau de l'Ennedi dans le nord-est du pays. Elle est la chef-lieu de la province de l'Ennedi Ouest, et du département de Fada. Elle compte 23 786 habitants, d'après le dernier recensement.

## Administration
Maire de Fada :
- Adoum Abdraman Rozi (depuis 2025)

Député :
- Mohamed Bloki Kebir (depuis 2025)

## Histoire
Idriss Deby Itno, président de la République de 1990 à sa mort en 2021, était originaire du département de Berdoba, un village situé à 190 km de Fada qui, de ce fait, a bénéficié de diverses faveurs : promotion du tourisme saharien (à une échelle relativement modeste), tournage d'une émission de la chaîne française Ushuaïa en 2011, organisation d'un Festival international des cultures sahariennes (FICSA) en 2012 où le président tient la vedette et annonce la création d'un aéroport international, et en 2015, et de la 8e Fête des armées en 2014. La ville est dominée par un immense portrait d'Idriss Déby tandis qu'un important déploiement militaire et policier témoigne de son importance stratégique.
Le 2 janvier 1987, Fada a été le théâtre d'une bataille de la guerre des Toyota, qui opposa le Tchad et les forces armées libyennes  de la Jamahiriya  et du Conseil révolutionnaire démocratique, et qui marque un tournant du conflit entre la Libye et le Tchad.
En 2020, la Société tchadienne des eaux (STE) a lancé des travaux de renforcement de capacité de production et de distribution d’eau potable du centre d’exploitation de la ville.
En septembre 2021, le ministère des Postes envoie une équipe pour préparer la connexion à la fibre optique.
En 2022, Fada est avec Faya et Bardai, l'une des trois communes bénéficiaires du Projet de Développement intégré des communes du nord du Tchad (COM NORD), financé par l'Union européenne, l'Agence française de développement (AFD) et le GIZ. D'un montant de 20 millions de francs CFA, ce projet vise à améliorer les conditions de vie des populations tout en favorisant les dynamiques locales contribuant à renforcer la cohésion sociale.
En août 2024, la population a été victime d'une inondation, due à des pluies torentielles.

## Urbanisme

### Voies de communication et transport
Fada est desservie par un aéroport, équipé d'une seule piste, situé à environ 10 km de la ville.

## Population et société

### Sports
Le treg Ennedi Trail, course de 180 km a pour départ Fada en 2025.

## Culture locale et patrimoine

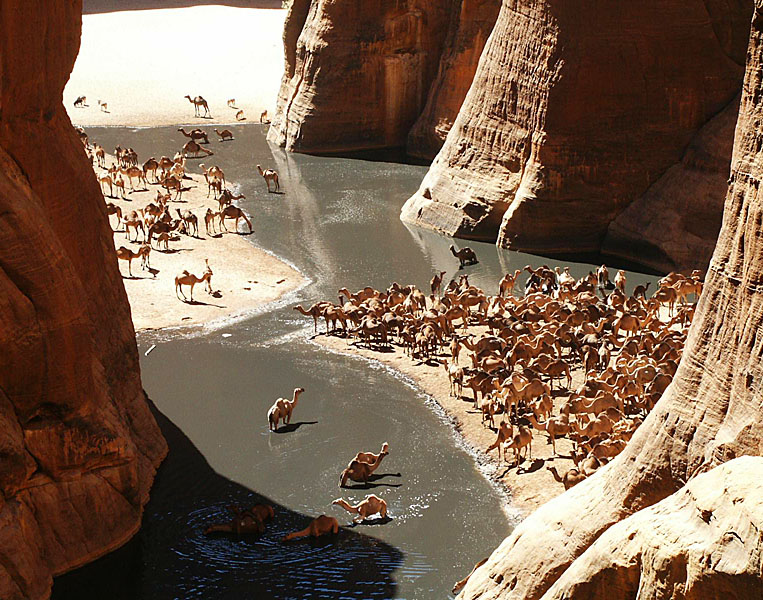
Chameaux à Guelta d'Archei, Ennedi, nord-est du Tchad

La ville compte une fort construit par l'administration coloniale en 1912. De forme triangulaire, il est équipé de trois « tatas », sorte de terrasses,  qui servent de  lieu d’emplacement, de guet et de tir.
Le Festival international des cultures sahariennes  (FICSA) a été créé à Fada en 2012, puis a été transféré en 2019 à Amdjarass.
Fada se trouve au coeur du massif de l'Ennedi, classé au patrimoine mondial de l'UNESCO en 2016 et permet notamment d'explorer la guelta d'Archei, lieu de repos des caravanes chamelières, la guelta de Bachikele, et l'arche d'Aloba, la huitième plus longue arche naturelle du monde, ainsi que le site de Niola Doa ornées de gravures rupestres datées du 5e millénaire av. J.-C.
Fada permet aussi d'accéder à la réserve de faune de Fada Archei, créée en 1969.

## Personnalités liées à la commune
- Idriss Déby, ancien président de la République, né à Bordoba, à 190 km de Fada
- Adoum Younousmi, ministre des infrastructures, du transport et de l'aviation civile (2013-2018), né à Fada
- Idriss Dokony Adiker, Homme politique et président du Comité olympique et sportif tchadien (COST) en 2021